# Sanco 7000
Sanco 7000 (7000) је био преносиви рачунар, производ фирме Sanco који је почео да се израђује у Француској током 1979. године.
Користио је Nec Z80 као централни микропроцесор а РАМ меморија рачунара 7000 је имала капацитет од 32 KB до 64 KB. 
Као оперативни систем кориштен је CP/M.

## Детаљни подаци
Детаљнији подаци о рачунару 7000 су дати у табели испод.
|                       |                                              |
| 7000                  |                                              |
| Произвођач            |                                              |
| Тип                   | преносиви рачунар                            |
| Меморија              | 32 до 64 )                                   |
| Поријекло             | Француска                                    |
| Година                | 1979                                         |
| Тастатура             | тастатура са одвојеном нумеричком тастатуром |
| Процесор              |                                              |
| Фреквенција процесора | непознато                                    |
| RAM                   | 32 (до 64 )                                  |
| ROM                   | 3                                            |
| Текст                 | 80 x 24                                      |
| Графика               | непознато                                    |
| Боја                  | монохроматски                                |
| Звук                  | непознато                                    |
| Димензије             | непознато                                    |
| Портови               |                                              |
| Оперативни систем     |                                              |